# Apoclea treibensis
Apoclea treibensis är en tvåvingeart som beskrevs av Oskar Theodor 1980. Apoclea treibensis ingår i släktet Apoclea och familjen rovflugor.
Artens utbredningsområde är Israel. Inga underarter finns listade i Catalogue of Life.